# Begonia brandbygeana
Begonia brandbygeana é uma espécie de Begonia, nativa do Equador.